# (38800) 2000 RA55
2000 RA55 (asteroide 38800) é um asteroide da cintura principal. Possui uma excentricidade de 0.18512350 e uma inclinação de 13.12540º.
Este asteroide foi descoberto no dia 3 de setembro de 2000 por LINEAR em Socorro.